# Layla Balabakki
Layla Balabakki, anche Leila/Laila e Baalbaki/Baalbakki/Balabakiin, (in arabo ليلى بعلبكي‎?; 1936 – 20 ottobre 2023) è stata una scrittrice, giornalista e attivista libanese.
Tra le sue opere più significative c’è Ana Ahya (Io esisto, 1957), che racconta la storia dietro la protesta di una donna contro l’autorità parentale e i leader della comunità. Le sue opere letterarie sono, anche, ispirate al clamore politico, causato dalle critiche della giornalista contro il fondamento islamico e le storie sessualmente esplicite, tanto da essere addirittura processata e il suo lavoro venne censurato. Il suo desiderio di rivolta contro i valori della società e di scoperta di nuove identità alternative femminili, la hanno, oggi, resa una grande personalità del femminismo arabo contemporaneo.

## Infanzia ed educazione
Balabakki è nata nel 1936, da una famiglia musulmana tradizionale sciita ed è cresciuta a Beirut. Durante l’adolescenza, fin da subito, ha compreso che nella società musulmana l’educazione femminile non era apprezzata. Nonostante questo ostacolo, ha proseguito gli studi superiori all’Università Gesuita di Beirut, dove ha studiato Letteratura. Inoltre, Balabakki ha lavorato come segreteria all’Assemblea nazionale del Libano, per questo lavoro lasciò l’università. L’esperienza lavorativa le ha permesso di formare una propria opinione politica e le proprie idee sul ruolo del governo, nella formazione di una cultura sociale che ha soggiogato le donne arabe. Balabakki ha lasciato il Parlamento, per una borsa di studio in Europa, un’esperienza che avrebbe dato forma ai suoi ideali futuri di espressione e libertà.

## Opere principali
Nel 1958, Layla Balabakki ha pubblicato il suo primo libro, Io Esisto, appena ventiduenne. La protagonista, Lina Fayyad, con una forte narrazione in prima persona, mostra un’acuta consapevolezza e realismo. Terminata la seconda guerra mondiale, Lina era divenuta un’audace donna libanese che rifiuta le convenzioni sociali. Si ribella apertamente al padre e alla classe borghese, persegue, in maniera convinta, la liberazione dalla sua identità femminile che la intrappola. Trova rifugio negli scritti di Paul Sartre, appassionandosi alla letteratura occidentale e alla corrente esistenzialista. Nonostante le obiezioni della famiglia, Lina lavora e va all’Università, dove incontra e si innamora di Baha, un comunista. Purtroppo, i desideri e gli ideali intellettuali di Lina non si avverano nella realtà. Nonostante le proteste, continua ad essere soggetta alle aspettative della società e, alla fine, è costretta a tornare a casa, abbattuta.
Attraverso le esperienze di Lina, Balabakki illustra il conflitto interno del femminismo, con la cultura sociale esterna. Il tema continua nel secondo romanzo della scrittrice, al-Aliha al-mamsukha (Gli dei deformi) (1960). L’eroina del romanzo, Mira, a un certo punto esclama: “ne ho abbastanza dei padri, se non fossero morti, vorrei che lo fossero”. Citazioni come queste suggeriscono quanto la natura oppressiva della figura del padre e patriarcale sia il fattore, che ispira la ribellione e il movimento femminista.
Nel 1963, Balabakki ha pubblicato la sua prima collezione di racconti brevi, Safinat hanan ila al-quamar (L’astronave della tenerezza va sulla Luna). Alcuni mesi dopo, Balabakki fu accusata di oscenità e “di mettere in pericolo la moralità pubblica”. La vice-squadra libanese della buoncostume si è recata in ogni libreria dove il libro era in vendita, per confiscarne le copie, a causa del suo contenuto erotico. Anche se, alla fine, venne assolta, questa polemica ha segnato la fine della volontà di scrivere racconti brevi, passando il resto della sua carriera letteraria come giornalista, a Beirut.

## Attivismo
Layla Balabakki è stata una sostenitrice della parità di genere, della libertà di espressione e della riforma sociale. Nel maggio del 1959, ha tenuto il discorso “Noi senza Maschere”, un discorso sulla socializzazione dei giovani libanesi, sottolineando come i giovani crescono vergognandosi del proprio corpo e abbattendo ogni sensazione che derivi dalla curiosità sessuale. Al contrario, i giovani statunitensi ed europei sperimentano più libertà, crescendo con figure come Elvis Presley e i Seven Up. Balabakki ha dato questi esempi, sperando di ispirare una ribellione sociale per la modernizzazione dello stato.

## Opere
Romanzi
- Ana Ahya (Io Esisto, 1958)
- Al-Aliha al-mamsukha (Gli Dei Deformi, 1960)

Racconti Brevi
- Safinat hanan ila al-quamar (L’astronave della tenerezza va sulla Luna, 1963)